# Zlatko Mateša
Zlatko Mateša, né le 17 juin 1949 à Zagreb, est un homme politique croate, membre de l'Union démocratique croate (HDZ) et Premier ministre du 4 novembre 1995 au 27 janvier 2000. 

## Biographie

### Carrière professionnelle
Né et ayant passé sa jeunesse à Zagreb, alors capitale de la République socialiste de Croatie en Yougoslavie, Zlatko Mateša obtient un diplôme en droit de l'université de Zagreb en 1974. Il travaille à la société pétrolière INA à partir de 1978.

### Carrière politique
Il entre en politique en 1990 et rejoint l'Union démocratique croate (HDZ) dont il devient un personnage important. En novembre 1995, il est nommé Premier ministre par le président Franjo Tudjman. Sous son gouvernement, le pays adopte la TVA en 1996. Il demeure à la tête du cabinet jusqu'au 27 janvier 2000, date à laquelle lui succède le social-démocrate Ivica Račan, trois semaines après des élections législatives consacrant l'alternance. Élu à cette date au Sabor, il reste député jusqu'en 2003.

### Autres fonctions
Il est président du Comité olympique croate depuis 2002 et consul honoraire de Mongolie.